# 주머니사자
주머니사자(Thylacoleo carnifex) 또는 유대목 사자(Marsupial lion)는 구석기 시대 160만 년 전부터 4만 5천 년 전까지 지금의 호주 지역에서 살았던 가장 큰 유대류이다.

## 발견

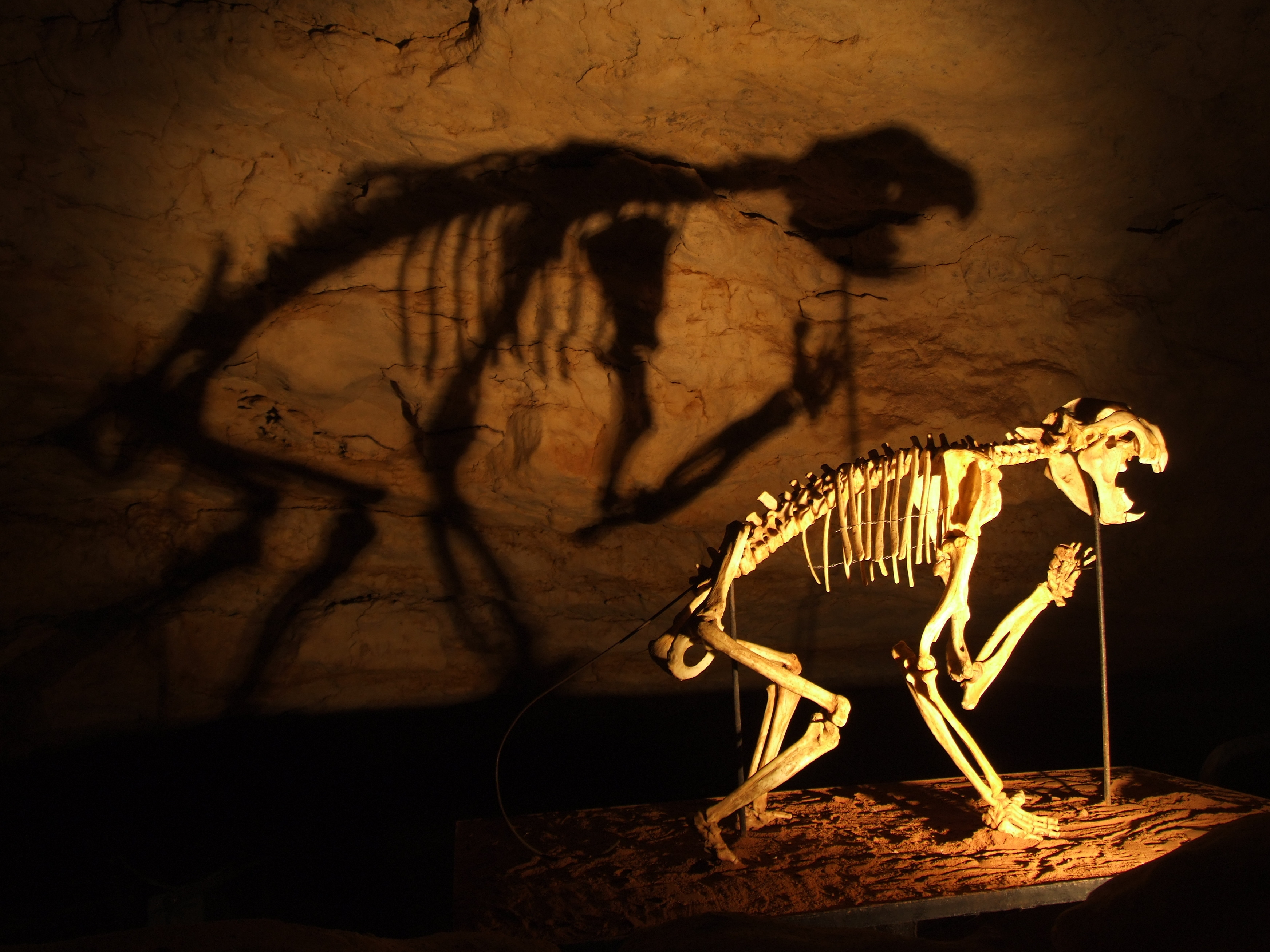
주머니사자의 화석

유대류 사자의 화석은 2006년 눌라보 평원의 한 동굴에서 발견되었다. 또한, 2009년 빅토리아 남동부에서 오랜 가뭄으로 인해 호수가 말라버린 후, 밸러랫 근처의 한 농부는 마른 호수 바닥의 석회암에서 보존된 유대류 사자의 발자국과 턱뼈 화석을 발견했다.

## 특징

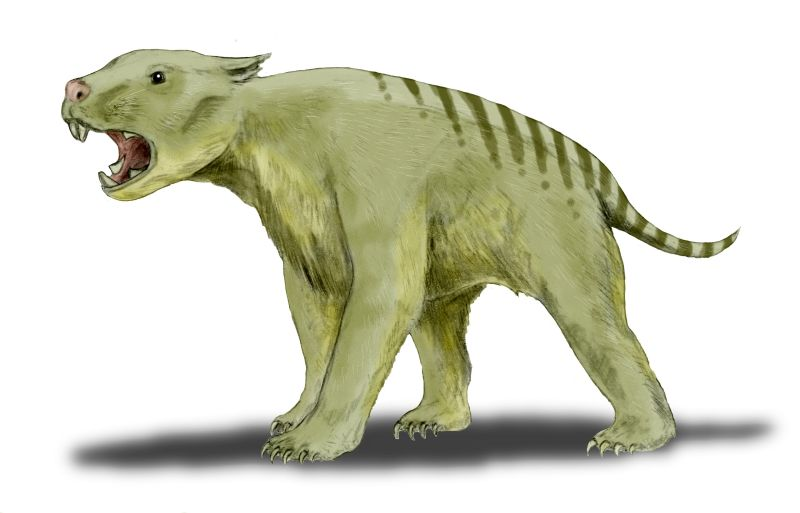
주머니사자의 복원도

몸길이는 1.5~1.8m이고 몸무게는 최대 130 kg (287 lb) 정도였을 것으로 추정된다. 튼튼한 턱과 매우 강한 앞다리를 가지고 있었고, 유대류 중 독특한 접이식 발톱을 가지고 있어 이를 통해 걸을 때 발톱이 마모되는 것을 방지하고 날카로운 발톱을 유지할 수 있었다. 이러한 발톱은 먹이를 잡거나 나무를 오르는 데 매우 적합했다.